# Моно (департамент)
Моно (на френски: Mono) е департамент в югозападен Бенин, с излаз на Атлантическия океан. Столицата е град Локоса. Граничи с Того на запад. Разделен е на 6 общини. Площта му е 1605 квадратни километра, а населението е 497 243 души (по преброяване през май 2013 г.).